# Bassaniodes obesus
Bassaniodes obesus es una especie de araña cangrejo del género Bassaniodes, familia Thomisidae. Fue descrita científicamente por Thorell en 1875.

## Distribución
Esta especie se encuentra en Ucrania y Rusia.